# Mastellina
Mastellina is een plaats (frazione) in de Italiaanse gemeente Commezzadura met 103 inwoners.